# Gare de Cambron - Laviers
Ne doit pas être confondu avec Gare de Cambron-Casteau.
La gare de Cambron - Laviers, parfois appelée gare de Grand-Laviers, est une ancienne gare ferroviaire française de la ligne d'Abbeville à Eu, située dans le hameau de la Halte, sur le territoire de la commune de Cambron, à proximité de Petit-Laviers (hameau de la commune de Grand-Laviers), dans le département de la Somme, en région Hauts-de-France.
Elle fut mise en service en 1882 par la Compagnie du Nord, avant d'être fermée en 1993 par la Société nationale des chemins de fer français (SNCF).

## Situation ferroviaire
Établie à 5 mètres d'altitude, la gare de Cambron - Laviers est située au point kilométrique (PK) 179,310 de la ligne d'Abbeville à Eu (à voie unique ; fermée), juste avant un passage à niveau (PN no 93), entre les gares fermées de Faubourg-de-Rouvroy et de Gouy-Cahon.

## Histoire
Cette gare (ou plus précisément cette halte) a été mise en service à l'ouverture de la ligne d'Abbeville à Eu par la Compagnie des chemins de fer du Nord, soit le 4 décembre 1882.
En mai 1930, Cambron - Laviers est un point d'arrêt facultatif, notamment desservi par le train no 1775 qui part de la gare d'Abbeville à 17 h 32.
Elle a intégré à sa création, le 1er janvier 1938, le réseau de la Société nationale des chemins de fer français. La fermeture de Cambron - Laviers est intervenue après 1990, en l'occurrence en 1993.

## Patrimoine ferroviaire
Les deux quais existent toujours, l'un d'entre eux (recouvert par la végétation) ayant probablement été utilisé lorsque la ligne était à double voie.